# Ficus subterranea
Ficus subterranea är en mullbärsväxtart som beskrevs av Edred John Henry Corner. Ficus subterranea ingår i släktet fikonsläktet, och familjen mullbärsväxter. Inga underarter finns listade i Catalogue of Life.